# Сентер-Хилл (водохранилище)
Сентер-Хилл (англ. Center Hill Lake) — водохранилище в штате Теннесси, США. Водохранилище было создано в 1948 году. Плотина имеет высоту 79 м.

## География
Площадь водосбора водохранилища — 5685 км² (2195 миль²). Длина береговой линии — 668 км (415 миль). Длина водохранилища — 103 км (64 мили). При минимальном уровне воды (188,4 м — 618 футов) имеет площадь 59 км² (14 590 акров), при максимальном (197,5 м — 648 футов) — 73,7 км² (18 220 акров). Во время наводнений может разливаться до 93,3 км² (23 060 акров).
Основные притоки водохранилища — реки Кейни-Форк и Фоллинг-Уотер.

## История

### 1940—1948
После нападения на Перл-Харбор Конгресс США ввёл в действие решение о строительстве плотин, которые должны были генерировать энергию, необходимую для поддержки оборонной промышленности на юго-востоке Соединённых Штатов. Осенью 1942 года нехватка рабочей силы и материалов начала замедлять строительство плотины. В 1943 году строительство на Сентер-Хилл остановилось, а возобновилось только в январе 1946 года. Строительство основных механизмов защиты плотины от наводнений было завершено в ноябре 1948 года и после заполнения водой было создано водохранилище Сентер-Хилл.

### 1949—1951
К 1951 году окончилось строительство объектов по производству электроэнергии, которое обошлось примерно в 43 миллиона долларов.

### 2007
В январе 2007 года появилась опасность разрушения плотины и было принято решение снизить уровень воды с целью уменьшения давления на плотину.

### 2008—2020
Для плотины водохранилища Сентер-Хилл потребовалось три этапа ремонтных работ, стоимость которых оценивается в 353 миллионов долларов. Работы начались в 2008 году и завершились в 2020 году. В период с 2005 по 2020 год уровень воды в водохранилище снизился почти на 5,5 м.
На первом этапе ремонта в фундамент заливали бетон, чтобы заполнить щели, образовавшиеся при разрушении конструкции. На втором этапе со стороны водохранилища была установлена фундаментная стена высотой почти 94 м, чтобы остановить утечку через известняк. На третьем этапе была построена дополнительная вспомогательная плотина на восточной стороне водохранилища, которая должна была использоваться для снижения давления на главную плотину во время сильного наводнения.
Вокруг водохранилища обустроена зона отдыха с парковкой.